# 九龍巴士32S線
九龍巴士32S線是香港的一條已經取消的特別巴士路線，來往荃灣（青山公路）及東普陀。此線只會在清明節及重陽節期間行走，方便市民前往老圍一帶寺廟如圓玄學院（須轉乘圓玄學院提供之免費穿梭巴士）、西方寺、東普陀等拜山。
由於圓玄學院對開的老圍路面狹窄，加上春秋二祭人流眾多，即使是三菱FUSO單層巴士亦不容易掉頭。只能於半山的東普陀作終點站，因此，此線的實際效用不高，如歲晚新春等旺季九巴均無派車行走，直至2017年清明節期間才提供直達圓玄學院的32P線為止。

## 歷史
- 2001年4月：32S線投入服務。
- 2012年3月31日：本線之起點站遷至青山公路近多層停車場對面（荃灣眾安街中旅社外設站）。
- 2014年8月10日：增設於盂蘭節當日之服務。
- 2015年及2016年8月14日：增設於盂蘭節前假日之服務。
- 2017年4月：32P線投入服務，32S線改為只於清明節及重陽節期間之星期六行走。
- 2019年3月30日：本線取消清明節服務，由32P線加強服務取代。
- 2019年10月6日：本線取消重陽節服務，意味此線已由32P線全面取代。

## 服務時間及班次
| 荃灣（青山公路）開                    | 荃灣（青山公路）開 | 荃灣（青山公路）開 | 東普陀開                              | 東普陀開    | 東普陀開     |
| 日期                                  | 服務時間           | 班次（分鐘）       | 日期                                  | 服務時間    | 班次（分鐘） |
| ------------------------------------- | ------------------ | ------------------ | ------------------------------------- | ----------- | ------------ |
| 清明節重陽節前後 指定星期日及公眾假期 | 09:00-17:00        | 20-30              | 清明節重陽節前後 指定星期日及公眾假期 | 09:20-17:20 | 20-30        |

- 班次會因應需求而作適當調整

## 收費
全程：$4.7
| - 本線設有12歲以下小童及65歲或以上長者半價優惠。 - 65歲或以上香港居民使用「樂悠咭」，以及12歲以下合資格殘疾兒童使用「殘疾人士身份」個人八達通繳付車資，均可享有每程$2.0或半價（以較低者為準）的票價優惠；12至64歲合資格殘疾人士使用「殘疾人士身份」個人八達通（包括「樂悠咭」），以及60至64歲香港居民使用「樂悠咭」繳付車資，均可享有每程$2.0或全費（以較低者為準）的票價優惠。 - 65歲或以上長者如使用長者或一般個人八達通繳付車資，則只可享有半價優惠；12至64歲合資格殘疾人士如不使用「殘疾人士身份」個人八達通，以及60至64歲人士如不使用「樂悠咭」繳付車資，必須繳付全費。 - 乘客可以現金或八達通於上車時付款，不設找續。 - 每位成人乘客可免費攜帶最多兩名4歲以下而不佔座位的兒童乘客乘車，超額之4歲以下小童必須繳付小童車費乘車。 - 持有「九巴月票」之乘客在車票有效期內，每日可享最多10程任何九龍巴士及龍運巴士路線（包括本路線，以及聯營路線的九龍巴士／龍運巴士提供的班次；惟乘搭機場「A」及「NA」線則可享原價二七折優惠（不會計算每天10次合資格車程））；而B1線則每日可享最多各2程（不會計算每天10次合資格車程）。 - 九龍巴士、城巴、龍運巴士及陽光巴士全職員工及家屬（不包括外判職員）可免費乘搭本路線，惟必須拍職員或職員家屬八達通。 - 乘客亦可透過多元化電子支付系統（e度嘟）繳付車資，包括使用非接觸式VISA卡、JCB卡、萬事達卡、銀聯卡、美國運通、大來國際、Discover Card、Apple Pay、Google Pay、Samsung Pay、AlipayHK「易乘碼」、支付寶、WeChatHK／微信支付「搭車碼」、銀聯雲閃付「乘車碼」及BOC Pay「乘車碼」。乘客使用此付款方式，使用此支付方式的乘客可享有中途下車之分段收費，以及與其他九巴／龍運獨營路線或聯營線九巴／龍運班次之轉乘優惠，惟不適用於與非九巴／龍運路線之轉乘優惠，亦不能享有「公共交通費用補貼計劃」及「長者及合資格殘疾人士公共交通票價優惠計劃」。 |

## 行車路線
荃灣（青山公路）開經：西樓角路、蕙荃路、石圍角路、二陂圳路及老圍路。
東普陀開經：老圍路、二陂圳路、石圍角路、惠荃路、廟崗街、城門道及青山公路—荃灣段。

### 沿線車站

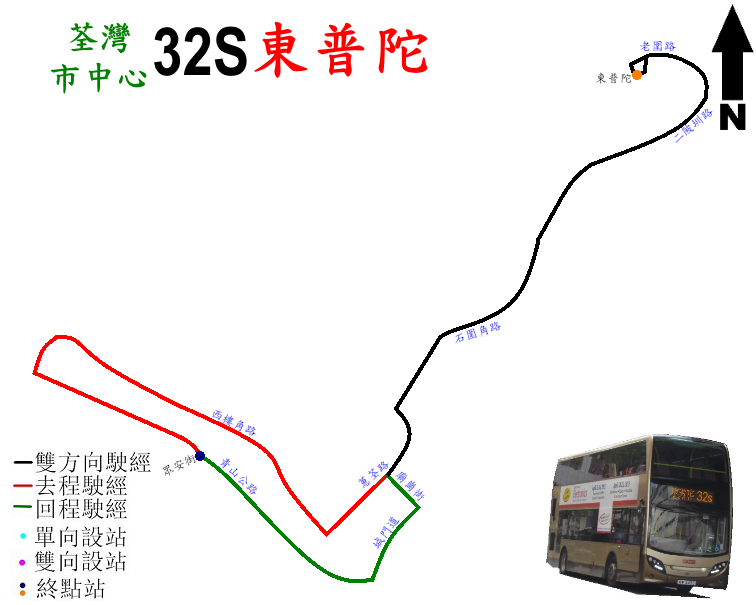
32S線的走線圖

| 荃灣（青山公路）開 | 荃灣（青山公路）開 | 荃灣（青山公路）開 | 圓玄學院／東普陀開 | 圓玄學院／東普陀開 | 圓玄學院／東普陀開 |
| 序號               | 車站名稱           | 位置               | 序號               | 車站名稱           | 位置               |
| ------------------ | ------------------ | ------------------ | ------------------ | ------------------ | ------------------ |
| 1                  | 荃灣（青山公路）   | 青山公路－荃灣段   | 1                  | 東普陀巴士總站     | 東普陀巴士總站     |
| 2                  | 東普陀巴士總站     | 東普陀巴士總站     | 2                  | 荃灣（青山公路）   | 青山公路－荃灣段   |